# البنك الإسلامي الفلسطيني
البنك الإسلامي الفلسطيني أو شركة البنك الإسلامي الفلسطيني للتنمية والتمويل المساهمة العامة المحدودة (بالإنجليزية: Palestine Islamic Bank) ويُختصر PIB هي شركة مساهمة عامة محدودة فلسطينية سُجلت في 1995، وباشرت نشاطها المصرفي عام 1997.
كان مقر الإدارة العامة عند تأسيسه يقع في مدينة غزة، إلا أنه في مطلع عقد 2010 انتقل إلى مقره الجديد في حي الماسيون بمدينة رام الله.
يُقدم البنك خدماته المصرفية والمالية والتجارية والاستثمارية وفقًا للشريعة الإسلامية من خلال 43 فرعًا ومكتبًا، ونحو 100 جهاز صراف آلي تنتشر في المناطق الخاضعة للسلطة الوطنية الفلسطينية في الضفة الغربية وقطاع غزة. كما أن البنك عضوٌ في اتحاد المصارف العربية.
يُطلق البنك سنويًا جائزة البنك الإسلامي الفلسطيني للبحث العلمي بالشراكة مع وزارة التعليم العالي والبحث العلمي الفلسطينية.
بلغ رأس مال البنك المُصرح به 100 مليون دولار في عام 2023. كما أن لها مساهمات في شركة التكافل للتأمين، وشركة الإجارة.

## التاريخ
تأسست شركة البنك الإسلامي الفلسطيني في 25 نوفمبر 1995، وسُجلت لدى مراقب الشركات في 16 ديسمبر 1995 برأس مال قدره 10 مليون دولار.
حصلت على الموافقة النهائية لمباشرة أعمالها من سلطة النقد الفلسطينية في 15 مايو 1997.
في 13 مايو 2005، استحوذ البنك الإسلامي الفلسطيني على صافي موجودات فرع المعاملات الإسلامية في بنك القاهرة - عمان.
في عام 2010، استحوذ البنك الإسلامي الفلسطيني على موجودات بنك الأقصى الإسلامي الفلسطيني.
في عام 2019، انضم البنك إلى الاتفاق العالمي للأمم المتحدة الذي يتضمن سياسات مسؤولة مستدامة متفق عليها عالميًا في مجالات حقوق الإنسان والبيئة والعمل ومكافحة الفساد.

## المُساهمون
| الرقم | المُساهم                                       | النسبة |
| ----- | --------------------------------------------- | ------ |
| 1     | الشركة الإسلامية الوطنية للاستثمارات          | 24.84% |
| 2     | هيئة التقاعد الفلسطينية                       | 10.30% |
| 3     | مركز رزان التخصصي لعلاج العقم وأطفال الأنابيب | 10%    |
| 4     | صلاح فايز أحمد الدغمة                         | 9.40%  |
| 5     | شركة بيرزيت للأدوية                           | 7.89%  |
| 6     | مؤسسة إدارة وتنمية أموال اليتامى              | 7.01%  |
| 7     | شركة أسواق للمحافظ الاستثمارية                | 4.33%  |
| 8     | آخرون                                         | 26.23% |

## جوائز مستلمة
| الرقم | اسم الجائزة                                                               | سنة الحصول عليها | مُرشِح الجائزة                               | ملاحظات |
| ----- | ------------------------------------------------------------------------- | ---------------- | ------------------------------------------ | ------- |
| 1     | أفضل بنك إسلامي في فلسطين                                                 | 2013             | مجلة ذا بنكر                               |         |
| 2     | أفضل بنك تجزئة إسلامي في بلاد الشام                                       | 2015             | مجلة CPI Financial                         |         |
| 3     | أفضل بنك إسلامي في فلسطين                                                 | 2015             | مجلة أخبار البنوك الإسلامية                |         |
| 4     | أفضل بنك إسلامي في فلسطين                                                 | 2016             | مجلة أخبار البنوك الإسلامية                |         |
| 5     | أفضل بنك إسلامي في فلسطين                                                 | 2016             | مجلة أوروبا والشرق الأوسط وأفريقيا المالية |         |
| 6     | أفضل بنك تجزئة إسلامي في فلسطين                                           | 2016             | مجلة CPI Financial                         |         |
| 7     | التميز من حيث الخدمات المصرفية الإسلامية                                  | 2018             | الاتحاد الدولي للمصرفيين العرب             |         |
| 8     | البنك الإسلامي الأكثر ابتكاراً في فلسطين                                   | 2018             | مجلة التمويل الدولية                       |         |
| 9     | أفضل بنك إسلامي في فلسطين                                                 | 2018             | مجلة أوروبا والشرق الأوسط وأفريقيا المالية |         |
| 10    | أفضل بنك صديق للبيئة في فلسطين                                            | 2019             | مجلة التمويل الدولية                       |         |
| 11    | البنك الرقمي الأكثر ابتكاراً في فلسطين                                     | 2019             | مجلة التمويل الدولية                       |         |
| 12    | أفضل بنك إسلامي في فلسطين                                                 | 2019             | مجلة أوروبا والشرق الأوسط وأفريقيا المالية |         |
| 13    | المصرف الإسلامي الأكثر آمانًا في فلسطين                                    | 2020             | الاتحاد الدولي للمصرفيين العرب             |         |
| 14    | أفضل بنك إسلامي في فلسطين                                                 | 2021             | مجلة الأعمال الدولية                       |         |
| 15    | أفضل بنك رقمي في فلسطين                                                   | 2021             | مجلة الأعمال الدولية                       |         |
| 16    | أفضل بنك إسلامي في فلسطين                                                 | 2021             | مجلة التمويل الدولية                       |         |
| 17    | أفضل بنك في مجال المسؤولية الاجتماعية في فلسطين                           | 2021             | مجلة التمويل الدولية                       |         |
| 18    | أفضل بنك يقدم خدمات ومنتجات مصرفية متوافقة مع الشريعة الإسلامية في فلسطين | 2022             |                                            |         |
| 19    | أفضل بطاقة إسلامية في فلسطين                                              | 2022             | مجلة التمويل الدولية                       |         |

## وصلات خارجية
- موقع البنك الإسلامي الفلسطيني